# Convento (Trenzano)
Convento è una località del comune di Trenzano. È posta a settentrione del centro abitato principale sulla strada per la località Bargnana.

## Toponimo
La località sorge sulla antica via romana che oggi collega Rovato a Trenzano fino a raggiungere Pudiano.
La località deve il proprio nome all'antico edificio religioso sorto dopo la caduta della Basilica Alba e la costruzione della chiesa di San Michele e del monastero benedettino.